# Mexilana saluposi
Mexilana saluposi is een pissebed uit de familie Cirolanidae. De wetenschappelijke naam van de soort is voor het eerst geldig gepubliceerd in 1975 door Bowman.